# Страсти по Владимиру
Страсти по Владимиру — советский комедийный фильм 1990 года режиссёра Марка Розовского.

## Сюжет
Фильм снят по пьесе Марка Розовского «Концерт Высоцкого в НИИ».
Сотрудники одного НИИ решили организовать у себя в конторе концерт В.С. Высоцкого, руководство же всеми силами пытается противодействовать инициативной группе.

## В ролях
| Актёр              | Роль                                       |
| ------------------ | ------------------------------------------ |
| Владимир Долинский | Игорь Николаевич, большой начальник        |
| Галина Борисова    | Рита, его секретарша                       |
| Игорь Старосельцев | Станислав Сергеевич, председатель профкома |
| Александр Лукаш    | Шурик, секретарь комсомольской организации |
| Вера Улик          | Эра Георгиевна Гольдина                    |
| Семён Фарада       | Махоня, референт                           |
| Петр Козюлин       | Петя Козюльман, инженер                    |
| Александр Иванов   | Саша Иванов, инженер                       |
| Александр Столяров | Столяров, инженер                          |
| Андрей Ургант      | эпизод                                     |

## Съёмочная группа
- Автор сценария: Марк Розовский
- Режиссёр: Марк Розовский
- Оператор: Константин Рыжов
- Художник: Евгений Гуков